# 8V busz (Békéscsaba)
A békéscsabai 8V jelzésű autóbusz a Varságh utca és a Tesco között közlekedik a 8-as busz kiegészítő járataként. A viszonylatot a Volánbusz üzemelteti. Ez az egyik járat, amely összeköti a déli városrészt a belvárossal, valamint az autóbusz- és vasúti pályaudvarral.
A vonalon javarészt Ikarus 260.30M-es és MAN SL 223-as autóbuszok járnak.

## Jellemzői
A buszokat mindkét irányból főként a Belvárosba utazók használják. Útja során több iskolát érint.

## Útvonala
| Tesco felé | Varságh utca felé |
| --- | --- |
| - Varságh utca - Ady Endre utca - Vandháti út - Kórház utca - Dedinszky Gyula utca - Puskin tér - Gyulai út - Széchenyi utca - Luther utca - Petőfi utca - Bartók Béla út - Temető sor - Andrássy út - Kazinczy utca - Szerdahelyi utca - Tesco | - Tesco - Szerdahelyi utca - Kazinczy utca - Andrássy út - Temető sor - Bartók Béla út - Petőfi utca - Luther utca - Széchenyi utca - Gyulai út - Puskin tér - Dedinszky Gyula utca - Kórház utca - Vandháti út - Ady Endre utca - Varságh utca |

## Megállóhelyei
A Tesco felé a Petőfi liget (Petőfi utca), a Varságh utca felé a Jókai utca (Jókai utca) megállónál állnak meg a buszok. A Tesco felé érintik az Ady Endre utca megállót, míg a Varságh utca felé kihagyják.
| 0  | Varságh utca végállomás   | 25 | 3V | |
| 1  | Ady Endre utca            | ∫  | 3V Veres Péter utca felé | |
| 3  | Előre pálya               | 23 | 3V | Kórház utcai stadion: Békéscsaba Előre 1912 Sporttelepe, BUDA-CASH Békéscsabai Atlétikai Club, Torna Club Békéscsaba                                                                          |
| 5  | Dedinszky utca            | 21 | 3M Malom tér felé, 3V, 17M Malom tér felé | Dr. Réthy Pál Kórház-Rendelőintézet, Jankay Tibor Két Tanítási Nyelvű Általános Iskola (Kis Jankay), Szlovák Gimnázium, Általános Iskola, Óvoda és Kollégium                                  |
| 7  | Kórház                    | 19 | 3M Veres Péter utca felé, 8, 8A, 17M Lencsési autóbusz-forduló felé, 20 regionális autóbuszjáratok: Battonya, Doboz, Elek, Gyula, Mezőkovácsháza, Orosháza, Sarkad, Újkígyós | Dr. Réthy Pál Kórház-Rendelőintézet, Munkácsy Mihály Emlékház |
| 9  | Kossuth tér               | 18 | 8, 8A, 20 regionális autóbuszjáratok: Doboz, Sarkad | Belvárosi Római Katolikus Templom, Csabagyöngye Kulturális Központ, Napsugár Bábszínház, Kossuth tér, Munkácsy Mihály Múzeum, Élővíz-csatorna, Turisztikai Főpályaudvar                       |
| 10 | Kazinczy Ferenc Iskola    | 16 | 5, 8, 8A, 20 regionális autóbuszjáratok: Doboz, Sarkad | Balassi Bálint Magyar Művészetek Háza, Békés Megyei Egészségbiztosítási Pénztár, Kazinczy Ferenc Általános Iskola                                                                             |
| 12 | Petőfi liget              | ∫  | 1, 3, 3M, 3V, 4, 5 Autóbusz-állomás felé, 7, 7F, 8 Linamar felé, 8A Tesco felé, 17V, 20 Autóbusz-állomás felé | Angyalos-kút, Békéscsabai Petőfi Utcai Általános Iskola, BSZC Kemény Gábor Technikum, Trianon tér Csaba Center: Békéscsaba Center Posta, Hervis, Media Markt, Spar, Telenor, T-Pont, Vodafone |
| ∫  | Jókai utca                | 14 | 5 Mezőmegyer felé, 8 Erdélyi sor felé, 8A Erdélyi sor felé, 20 Gerla, községháza felé helyközi-országos autóbuszjáratok: Karcag regionális autóbuszjáratok: Békés, Bélmegyer, Dévaványa, Doboz, Füzesgyarmat, Gyomaendrőd, Kamut, Köröstarcsa, Mezőberény, Sarkad, Szeghalom, Vésztő | McDonald’s, Csaba Center, Center Parkolóház |
| 14 | Tulipán utca              | 11 | 7F "A" útvonalon, 8, 8A | |
| 16 | Autóbusz-állomás          | 9  | 1, 3, 3M, 3V, 4, 5, 7, 7F, 8, 8A, 17V, 20 120 (Budapest – Szolnok – Lökösháza), 121 (Békéscsaba – Mezőhegyes – Makó – Újszeged), 128 (Békéscsaba – Kötegyán – Vésztő), 135 (Békéscsaba – Orosháza – Hódmezővásárhely – Szeged) helyközi-országos autóbuszjáratok: Budapest-Népliget, Debrecen, Eger, Hajdúszoboszló, Karcag, Kecskemét, Kunszentmárton, Miskolc, Pécs, Szeged, Szentes, Szolnok, Zalaegerszeg regionális autóbuszjáratok: Battonya, Békés, Békéssámson, Békésszentandrás, Bélmegyer, Csanádapáca, Csorvás, Dévaványa, Doboz, Dombegyház, Elek, Füzesgyarmat, Gerendás, Geszt, Gyomaendrőd, Gyula, Kamut, Kaszaper, Kétsoprony, Kondoros, Köröstarcsa, Kunágota, Medgyesbodzás, Medgyesegyháza, Mezőberény, Mezőkovácsháza, Orosháza, Sarkad, Szabadkígyós, Szarvas, Szeghalom, Telekgerendás, Tótkomlós, Újkígyós, Vésztő | Békéscsaba vasútállomás Helyközi autóbusz-állomás Obi Áruház, Penny Market |
| 18 | Kazinczy utca 1-3.        | 7  | 8, 8A | Andrássy Gyula Gimnázium és Kollégium, Katonai Igazgatási és Érdekvédelmi Iroda, VOKE Vasutas művelődési háza és könyvtára, Aldi, Rossmann, KiK                                               |
| 20 | Gépészeti Szakközépiskola | 5  | 8, 8A | Békéscsabai Tűzoltóság, BSZC Nemes Tihamér Technikum és Kollégium |
| 22 | Kazinczy lakótelep        | 4  | 8, 8A regionális autóbuszjáratok: Telekgerendás | BSZC Kós Károly Technikum és Szakképző Iskola, Pingvin Patika, Reál |
| 24 | Millenniumi lakótelep     | 2  | 8A | |
| 25 | Tesco végállomás          | 0  | 8A | Tesco Hipermarket, Stop.Shop |

## Kiegészítések
- Linamar járatok (L): Munkanapokon 18.10-től Linamar-tól induló járat is közlekedik.

## Külső hivatkozások
- Békéscsaba buszjáratai és menetrendjük
- A Dél-alföldi Közlekedési Központ Zrt. honlapja
- A Körös Volán honlapja
- Változik a buszok útvonala, új megállók épülnek - Csabai Mérleg
- A Körös Volán autóbuszainak listája Archiválva 2016. március 5-i dátummal a Wayback Machine-ben